# Marriottella sepsoides
Marriottella sepsoides är en tvåvingeart som beskrevs av Amnon Freidberg och Merz 2006. Marriottella sepsoides ingår i släktet Marriottella och familjen borrflugor. Inga underarter finns listade i Catalogue of Life.